# آزور پاور
آزور پاور (انگلیسی: Azure Power) شرکت برق هندی است، که در سال ۲۰۰۸ تأسیس شد.